# Torneo Nacional de Boxeo Playa Girón 2007
Das Torneo Nacional de Boxeo Playa Girón 2007 wurde vom 15. bis zum 25. Januar 2007 in Sancti Spíritus ausgetragen und war die 46. Austragung der nationalen kubanischen Meisterschaften im Amateurboxen.

## Medaillengewinner
Die Meistertitel wurden in elf Gewichtsklassen vergeben.
| Gewichtsklasse                  | Gold                 | Silber            | Bronze                |
| ------------------------------- | -------------------- | ----------------- | --------------------- |
| Halbfliegengewicht (bis 48 kg)  | Yampier Hernández    | Yandri Almira     | Daniel Matellon       |
| Halbfliegengewicht (bis 48 kg)  | Yampier Hernández    | Yandri Almira     | Wilfredo Duany        |
| Fliegengewicht (bis 51 kg)      | Yoandri Salinas      | Andry Laffita     | Reymundo Cabrera      |
| Fliegengewicht (bis 51 kg)      | Yoandri Salinas      | Andry Laffita     | Noelkis Cabrera       |
| Bantamgewicht (bis 54 kg)       | Yasniel Toledo       | Roelkis Herrera   | Yankiel León          |
| Bantamgewicht (bis 54 kg)       | Yasniel Toledo       | Roelkis Herrera   | Darci Medina          |
| Federgewicht (bis 57 kg)        | Idel Torriente       | Iván Oñate        | Wilfredo Pedroso      |
| Federgewicht (bis 57 kg)        | Idel Torriente       | Iván Oñate        | Albert Portuondo      |
| Leichtgewicht (bis 60 kg)       | Yordenis Ugás        | Roniel Iglesias   | Vladimir Díaz         |
| Leichtgewicht (bis 60 kg)       | Yordenis Ugás        | Roniel Iglesias   | Julio Cesar Figueredo |
| Halbweltergewicht (bis 64 kg)   | Richard Poll         | Yoelquis Labaniño | Yordanis Duarte       |
| Halbweltergewicht (bis 64 kg)   | Richard Poll         | Yoelquis Labaniño | Arinoides Despaigne   |
| Weltergewicht (bis 69 kg)       | Erislandy Lara       | Noelvis Veitia    | Reynier Delgado       |
| Weltergewicht (bis 69 kg)       | Erislandy Lara       | Noelvis Veitia    | Julio Menendez        |
| Mittelgewicht (bis 75 kg)       | Emilio Correa Bayeux | Yudiel Nápoles    | Aldo Moreno Vargas    |
| Mittelgewicht (bis 75 kg)       | Emilio Correa Bayeux | Yudiel Nápoles    | Luis Enrique García   |
| Halbschwergewicht (bis 81 kg)   | Yusiel Nápoles       | Yuniel Dorticos   | Dairon Lester Jiménez |
| Halbschwergewicht (bis 81 kg)   | Yusiel Nápoles       | Yuniel Dorticos   | Yoendri Baro          |
| Schwergewicht (bis 91 kg)       | Osmay Acosta         | Ismaikel Pérez    | Yuniesqui González    |
| Schwergewicht (bis 91 kg)       | Osmay Acosta         | Ismaikel Pérez    | Yoan Moreno           |
| Superschwergewicht (über 91 kg) | Robert Alfonso       | Michel López      | Eloy Rojas            |
| Superschwergewicht (über 91 kg) | Robert Alfonso       | Michel López      | Yuriniesqui Chivas    |